# Фейертаг, Владимир Борисович
Влади́мир Бори́сович Фе́йертаг (27 декабря 1931 — 28 марта 2024, Санкт-Петербург) — советский и российский музыковед, специалист в области джаза. Заслуженный деятель искусств России (1992).

## Биография
Родился 27 декабря 1931 года в Ленинграде. Мать — пианистка Эмма Давидовна Фейертаг, выпускница Ленинградской консерватории. Племянник актёра Эдвина Фейертага. Семья жила в Ленинграде на улице Чайковского, дом № 15. Детство и юность провёл в Чебоксарах, где его мать с 1932 года работала преподавателем специального фортепиано в детской музыкальной школе. В 1954 году окончил филологический факультет Ленинградского университета, а в 1960 году — теоретико-композиторское отделение Музыкального училища при Ленинградской консерватории.
С 1954 года — руководитель эстрадных и джазовых коллективов. В 1960 году в соавторстве с В. С. Мысовским опубликовал брошюру «Джаз. Краткий очерк», ставшую первой книгой о джазе на русском языке. С 1966 года работал в Ленконцерте лектором-музыковедом по вопросам джаза, организовал в Ленинграде и других городах (Рига, Ярославль, Одесса, Донецк, Великий Новгород, Горький) джазовые филармонические абонементы и фестивали.
С 1976 года преподавал историю джазовой и популярной музыки в Ленинградском музыкальном училище. С 1978 по 1992 годы был художественным руководителем и ведущим ленинградского джазового фестиваля «Осенние ритмы». В 1990 году создал Ассоциацию джазовых музыкантов и менеджеров «Интерджаз», с помощью которой проводил ленинградские фестивали «Открытая музыка», организовывал фестивали в других городах (Калининград, Мурманск, Витебск) и отдельные концерты зарубежных музыкантов.
В 1987—1997 годах Владимир Фейертаг выступал с лекциями о джазе в Германии. В 1990-е годы стал менеджером, организовал ряд гастрольных поездок в Европу и Америку отечественным музыкантам. В 1997 году провёл в Санкт-Петербурге фестиваль «Джордж Гершвин и его время», в 1998 году — фестиваль «Мы помним Эллингтона». С 1995 года вёл две авторские программы на радио — «Полчаса с классическим джазом» (радио «Петербург») и «У патефона Владимир Фейертаг» (радио «Россия»). Лауреат премии Уиллиса Коновера (радиостанция «Голос Америки», 1998).
22 апреля 2013 года за большие заслуги в развитии российской культуры и искусства, многолетнюю плодотворную деятельность Владимир Борисович Фейертаг был награждён российским орденом Дружбы.
Умер 28 марта 2024 года в Санкт-Петербурге в возрасте 92 лет.

## Труды
Самые значительные по объёму книги Фейертага — энциклопедические справочники персоналий «Джаз в России» (СПб., «Скифия», 2009) и «Джаз. Энциклопедический справочник» (СПб., «Скифия», 2008).

### Книги
- Джаз. Краткий очерк (в соавторстве с В. С. Мысовским). — Л.: Государственное музыкальное издательство (МУЗГИЗ), 1960. 68 с.
- Джаз от Ленинграда до Петербурга. — СПб., «Культ-Информ-Пресс» 1999.
- Джаз. XX век. Энциклопедический справочник. — СПб., «Скифия» 2001. 562 с. ISBN 5-94063-018-9
- Джаз в Петербурге. Who is Who. — СПб., «Скифия» 2004. 480 c. ISBN 5-98288-009-4
- Диалог со свингом. Давид Голощёкин о джазе и о себе. — СПб., «Культ-Информ-Пресс» 2004.
- Джаз. Энциклопедический справочник. 2-е изд., перераб. и доп. — СПб., «Скифия» 2008. 675 с. ISBN 978-5-903463-09-1
- Джаз в России. Краткий энциклопедический справочник — СПб., «Скифия» 2009. 538 с. ISBN 978-5-903463-23-7
- История джазового исполнительства в России — СПб., «Скифия» 2010. 304 c. ISBN 978-5-903463-41-1
- Бриль Family. Музыка вокруг — СПб., «Скифия» 2012. 216 c. ISBN 978-5-903463-84-8
- 12 интервью о джазе. — СПб., «Композитор — Санкт-Петербург» 2018.
- А почему джаз? — СПб., «Скифия» 2018. 576 c. ISBN 978-5-00025-142-3
- Джазовые стандарты в редакции В. Б. Фейертага — СПб., «Скифия» 2021. 604 c. ISBN 978-5-00025-230-7
- Дитрих Шульц-Кён «Джанго Рейнхардт. Зарисовки» (перевод В.Б. Фейертага с немецкого языка) — СПб., «Скифия» 2022. 116 с. ISBN 978-5-00025-257-4

### Статьи (выборка)
- «Джаз на эстраде» (книга Русская советская эстрада. 1927—1945. — М., 1977; Русская советская эстрада. 1945—1977. — М., 1981),
- «Генезис популярности» (Советская эстрада и цирк, 1982, № 6),
- «Оркестр Кима Назаретова» (Советская эстрада и цирк, 1986, № 1),
- статьи в «Музыкальной энциклопедии» (том 6),
- статьи в книге «Советский джаз. Проблемы. События. Мастера» (М., 1987)
- Джазовые заметки. Часть 1. Как запрещали джаз в СССР. // specialradio.ru. Специальное радио (17 августа 2016). — Для SpecialRadio.ru / Санкт-Петербург, июль 2016 / Материал подготовил Алексей Вишня. Дата обращения: 8 января 2023. Архивировано 10 сентября 2016 года.
- Джазовые заметки. Часть 2. Кто в СССР крышевал джаз .:. О Сергее Курёхине .:. Современные герои джаза. // specialradio.ru. Специальное радио (29 августа 2016). — Для SpecialRadio.ru / Санкт-Петербург, июль 2016 / Материал подготовил Алексей Вишня. Дата обращения: 8 января 2023. Архивировано 22 октября 2021 года.
- Джазовые заметки. Часть 3. Как я изменил мир .:. Джаз-оркестры вчера и сегодня .:. Ефим Барбан .:. Джаз-инициатива. // specialradio.ru. Специальное радио (6 сентября 2016). — Для SpecialRadio.ru / Санкт-Петербург, июль 2016 / Материал подготовил Алексей Вишня. Дата обращения: 8 января 2023. Архивировано 26 июня 2022 года.

## Награды и членство в обществах
- Член Союза композиторов с 1989 года
- Заслуженный деятель искусств России (28 декабря 1992) — за заслуги в области искусства
- Лауреат премии Уиллиса Коновера (радиостанция «Голос Америки», 1998)
- Орден Дружбы (2013) — за большие заслуги в развитии российской культуры и искусства и многолетнюю плодотворную деятельность[6].